# María Uriz
María da Assunção Uriz Mosquera, mais conhecida como María Uriz (A Corunha, 21 de agosto de 1946) é uma soprano espanhola.

## Biografia
Nasceu na Corunha. Enquanto estudava o Bacharelato Superior, iniciou os estudos de piano, música de câmara e Arte Dramática no Conservatório de Música de sua cidade natal. Ao concluir estes e graças a que o seu irmão era membro da Coral Polifónica o Eco, deu os seus primeiros passos no mundo da Ópera.
Depois disso iniciou a carreira de Canto a concluindo no Conservatório Superior de Música do Liceu. 
Na década de 1970 obteve as bolsas March e Castellblanch, o que lhe permitiu se mudar-se para a Itália para ampliar os seus estudos. Posteriormente obteve também a bolsa Agustín Pedro e Pons e o prémio de Canto Eugénia Kémeny. Pouco depois foi requerida pelas autoridades, para actuar na recepção que anualmente e no Palácio Municipal da Corunha, realizava o então Chefe do estado Francisco Franco e os seus ministros. Durante quatro anos, e sobre a direcção de Elvira de Hidalgo (Elvira Rodríguez de Hidalgo), famosa soprano, maestra de Maria Callas, realizou estudos de técnica vocal e cénica em Milão (Itália).
Desde a sua estreia em 1974, converteu-se numa cantora habitual no Grande Teatro do Liceu de Barcelona com um amplo repertório. Realizou funções especiais de Dona Francisquita (Liceu) dirigida por Plácido Domingo; La Bohème com Plácido Domingo e Montserrat Caballé (Elda), com Jeanette Pilou e Beniamino Prior (Liceu); A Favorita com Alfredo Kraus, Maruxa, Medea e Romeu e Julieta. Também tem actuado em Zarzuelas e Óperas no Teatro de la Zarzuela em Madrid. Bem como em recitais, no Palácio da Música Catalã, Teatro Colón e Rosalía de Castro da Corunha ou em cidades como Oviedo, Gijón, Orense, Vigo, Santiago de Compostela, Düsseldorf, Luxemburgo, França e Itália.

## Aparecimentos na televisão
Tem gravado para a TVE vários programas especiais sobre ópera como A saga dos Rius; Amelia de Ballo in Maschera (Josep Carreras) e Leonora de Il Trovatore (com J. Aragall).

## Prémios
- Prémio do disco galego (CBS-Columbia) no Dia das Letras Galegas por Cantigas galegas dois séculos XIX e XX.[2]
- Medalha de ouro 1977 de RNE - Grande Teatro do Liceu, galardão ao cantor mais jovem destacado na temporada operística.
- Grande Cruz ao Mérito Humanitário (2006)

## Repertório (selecção)
- 1974 Sigfried, Arabella, Hänsel und Gretel;
- 1975-76 Carmen (com Plácido Domingo), Norma, Casamentos de Figaro, Dom Gil, Traviata (com Jaume Aragall), Macbeth (com Pedro a Virgen, Joan Pons);
- 1976-77 Boheme (com Plácido Domingo e M. Caballe), Romeo, Medea (com Montserrat Caballe), Traviata;
- 1977-78 Parisina D'Leste (com Montserrat Caballe e Plácido Domingo), Boheme(com Montserrat Caballe);
- 1978-79 Maruxa, Vida Breve;
- 1980 Trovatore, Elisabetta Regina d'Inghilterra;
- 1981 Adriana (com Plácido Domingo,Caballe, Carreiras, Freni);
- 1982 Chulapona, Marchenera (Antología de Moreno Torroba), Favorita (com Alfredo Kraus);[3]
- 1983 Assombro de Damasco, A do Soto do parral, Luisa Fernanda, Gavilanes; A Fanciulla do West,(com Plácido Domingo) Macbeth, Traviata;
- 1984 Turco in Itália (com Sesto Bruscantini), Curro Vargas, Verbena;
- 1985 Doña Francisquita, Macbeth;
- 1986 Manon, Traviata (com Alfredo Kraus);
- 1987 Cavalleria (com Plácido Domingo, Elena Obratsova), Gianni Schicchi (com Rolando Panerai), Saffo (com Monteserrat Caballe), Adriana, Mefistofele (com Caballe);[4]
- 1989 Manon Lescaut (com Freni, Scotto), Adriana (com Freni, Caballe, Carreiras, Plácido Domingo), Tancredi (com Marilyn Horne);
- 1990 Elektra, Walküre (com Simon Lestes), Aida, Fiamma (com Caballe), Suor Angelica;
- 1991 A Traviata;[5]
- 1992 Maria Stuarda (com Daniela Dessi), A Traviata;
- 1993 Carmen, Il Trovatore;
- 1994 A Verbena, A do Soto do Parral, Sonhos de Glória;
- 1996 Macbeth;
- 1998 Jenufa;
- 2001 Pão e Touros.